# Puygouzon
Puygouzon is een gemeente in het Franse departement Tarn (regio Occitanie) en telt 2827 inwoners (2005). De plaats maakt deel uit van het arrondissement Albi.

## Geografie
De oppervlakte van Puygouzon bedraagt 12,5 km², de bevolkingsdichtheid is 226,2 inwoners per km².

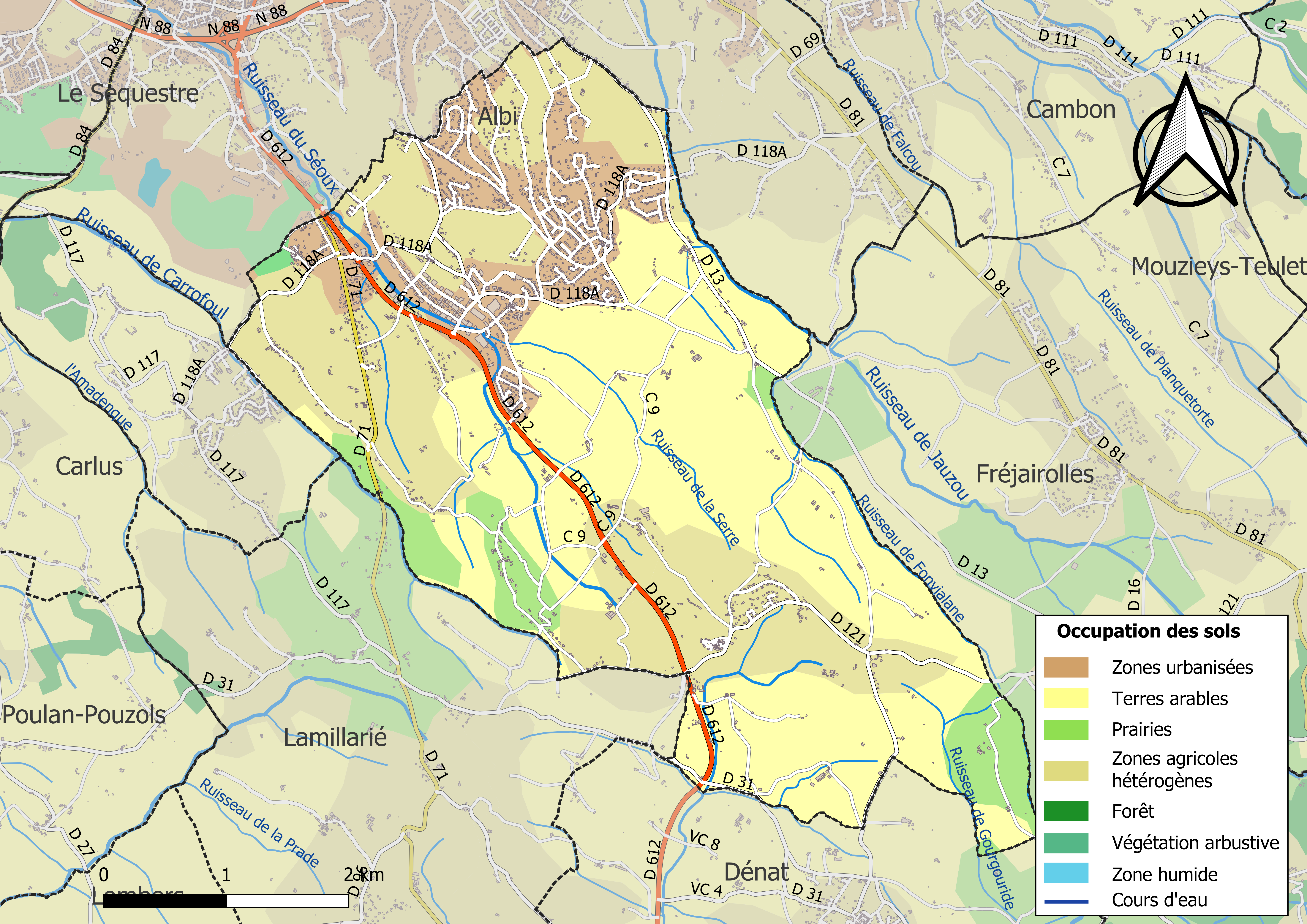
Kaart van de gemeente met de belangrijkste infrastructuur, bodemgebruik en omliggende gemeenten

## Demografie
Onderstaande figuur toont het verloop van het inwonertal (bron: INSEE-tellingen).
1. ↑  Populations de référence 2022.